# Eva Karlsson
Eva Karlsson (Karlskoga, Örebro, 21 de setembro de 1961) é uma ex-canoísta de velocidade sueca na modalidade de canoagem.
É casada com Thomas Ohlsson, também ex-canoísta e vencedor da medalha de Prata em K-4 1000 m em Los Angeles 1984.

## Carreira
Foi vencedora da medalha de Prata em K-4 500 m em Los Angeles 1984 junto com as suas colegas de equipa Agneta Andersson, Anna Olsson e Susanne Gunnarsson.